# Animac
L'Animac - Mostra Internacional de Cinema d'Animació de Catalunya és un festival no competitiu de cinema d'animació que se celebra des de 1996 a la ciutat de Lleida a finals d'hivern.
Va ser creat inicialment amb el nom de Cinemàgic, sota la direcció de Jordi Artigas i la coordinació d'Eladi Martos, i l'any següent va passar a anomenar-se Animac, ja com a mostra i amb un altre equip tècnic. Va rebre el Premi Nacional d'Audiovisual el 2009. El 2010 el festival va deixar el Teatre Principal i es va traslladar a La Llotja a fi de permetre incrementar el nombre d'assistents.
És organitzat la Paeria i compta amb el suport de l'Institut Català de les Empreses Culturals i de la Diputació de Lleida. Des del 1997 i durant vint-i-cinc anys, la imatge gràfica de les diferents edicions del festival va ser realitzada per Carles Porta, treball pel qual el 1999 va guanyar el Premi Jules Geret del Festival de Cinema d'Animació d'Annecy.